# 汤姆·穆尔
上尉托马斯·穆尔爵士（英語：Sir Thomas Moore，1920年4月30日—2021年2月2日），西約克郡基斯利人，英国老兵，公众人物。第二次世界大战期间曾在英國陸軍服役，参加过印度和緬甸戰役。战后曾任当地一家混凝土公司的董事总经理，并且热爱摩托车赛车运动。
2020年4月6日，穆尔作出一个决定：这个月底百岁生日前，挑战绕自家院子走100圈，为英国全民医疗服务系统筹集捐款，目标为1000英镑。他成为了全球关注的新闻人物。在步入期頤的早上，捐款总额已经達到3000万英镑，當晚籌款截止時更超过3279万英镑。同年7月17日，英女王伊莉莎白二世在溫莎城堡正式冊封穆尔为騎士，以表扬他的贡献。2021年2月，他因COVID-19，於贝德福德逝世，終年100歲。

## 生平
1920年4月30日生于英格兰西約克郡基斯利的一个建筑工人家庭。他毕业于当地的文法学校，完成土木工程专业课程。
1939年第二次世界大战开始后，他参加英國陸軍，在威灵顿公爵团第8营入伍。该营驻扎在康瓦爾郡。1940年，他被选派参加军官培训课程  ，1941年6月28日晋升少尉。
1941年10月22日，他所在的部队被改编为第145皇家装甲兵团。之后，他被调入驻扎在印度的第9营，即第146军皇家装甲兵团。曾在孟买和加尔各答执行任务。1942年10月1日，他被授予临时上尉军衔。
他和战友主要活动在缅甸西部的若开地区，他所在的团配备了M3李戰車，参加了兰里岛之战。1945年日本投降后，驻扎在蘇門答臘。这时，他已经晋升上尉军衔。返回英国后，他在多塞特郡博温顿装甲坦克学校担任教员。
他曾获得三枚战役奖章：1939年至1945年星章、缅甸星章和1939年至1945年战争奖章。
退役后，他在当地一家混凝土公司担任董事总经理。多年来，他组织了威灵顿公爵团老兵团聚活动。
业余时间，他喜欢摩托车竞速运动，经常穿23号赛车服参加摩托车比赛。
2020年4月30日，剛滿100歲的穆爾獲頒榮譽上校軍銜，而英國皇家空軍更派遣颶風戰鬥機及噴火戰鬥機飛越他家上空致敬。同年5月27日，他獲封為下級勳位爵士。
2021年1月31日，穆爾在COVID-19检测呈阳性后被送往贝德福德医院接受肺炎治疗。延至2月2日，他在贝德福德醫院逝世，終年100歲。2月27日，穆爾在其出生地貝德福德郡下葬。

## 募捐
2020年3月，2019冠状病毒病疫情席卷英国，为当地的卫生医疗系统造成冲击。
2020年4月6日，穆尔作出一个决定：这个月底百岁生日前，挑战绕自家院子走100圈，为医护人员筹集捐款，目标为1000英镑。
2020年4月16日，他完成了100圈的目标，总路程约2500米。
最初的1000英镑目标已于4月10日星期五的时候实现。但是随着世界各地越来越多的人参与，捐款的实际金额正不断增长。步入期頤之早上，捐款总额已達3000万英镑，當晚籌款截止時更过3279万英镑。

## 家庭
1968年，与帕梅拉结婚。他们有两个女儿。帕梅拉在2006年左右逝世。2008年后，他与女儿汉娜、女婿和两个孙子一起生活在貝德福德郡。2018年，他曾摔伤臀部。